# Испанские королевские хроники
Испанские королевские хроники (исп. Crónicas reales) — жанр испанской средневековой литературы, особенно эпохи Кастилии, главной целью которой было рассказать о монархах того времени .
Автором этих хроник был королевский хронист — официальное лицо, назначенное монархом, чтобы записывать его деяния.
Первыми эту должность заняли Ферран Санчес де Вальядолид и канцлер Кастилии Перо Лопес де Айяла (1332—1407).

## ХроникаАльфонсо X
Хроника состоит из 3 частей:
1. Рассказы о юности монарха
2. Восстание инфанта дона Фелипе и некоторых богачей
3. Сложная история событий, произошедших после смерти его старшего сына, дона Фернандо.

Альфонсо X изображается как слабый король — противоположность Альфонсо XI, Справедливому.

## ХроникаСанчо IV
Эта хроника сильно отличается от предыдущей. Она преследует две цели:
- оправдать происхождение короля, заказавшего этот исторический труд;
- показать порочность знати, поведение которой приносило множество проблем королевству и самому королю.

## ХроникаФердинанда IV
Его главная героиня — королева-мать Мария де Молина. Главная забота хрониста состоит в том, чтобы показать как королева справлялась с трудностями, вызванными малолетством наследника Фердинанда IV, и как происходило противостояние между знатью и королевской властью. По мнению Гомеса Редондо, сюжет хроники делится на семь частей:
1. Одиночество королевы и травля предателей (главы 1-8).
2. Клевета на королеву и слабость короля (со второй половины главы 8 по 11).
3. Судебный процесс по делу Бискайи. Дворянская власть (главы 12-15).
4. Господство знати над царем (вторая половина 15 и глава 16).
5. Война против мавров (глава 17).
6. Королевские свадьбы (вторая половина 17 и глава 18).
7. Династическая преемственность и смерть короля (главы 19 и 20).

## ХроникаАльфонсо
Несмотря на вышеописанные три хроники, именно эта, возможно, является первой, которую можно по-настоящему назвать королевской.
Хрониста интересует исключительно рассказ (очень живой, поскольку он современник событий) о самом монархе, и он выстраивает повествование с целью утвердить конкретное историческое знание, поддерживающее новый придворный порядок, который хотел установить король.
Можно выделить две основные части:
1. Главы, посвящённые малолетству короля, в которых показывается моральное падение аристократии;
2. Главы, повествующие о времени, когда король "творил справедливость над злодеями и защищал свою землю от мавров — врагов веры, с которыми он вёл войну". В этой части особенно важно, как формируется идеал рыцаря — опоры нового дворянского куртуазного поведения.